# Blambot
Нейт Пайкос (англ. Nate Piekos), також відомий як Blambot — леттерер коміксів. Пайкос працював з багатьма видавництвами, такими як: Marvel Comics, DC Comics, Dark Horse Comics, Image Comics, Oni Press та інші. Blambot працював леттерером у відеоіграх, фільмах, рекламі та упаковці продуктів для таких компаній, як: Microsoft, Six Flags Amusement Parks, Charles Schulz & Associates, New Yorker Magazine, The Gap, Penguin Random House та Sony.

## Нагороди[2]
- Переможець, 2020 Ringo Award як Найкращий Леттерер
- Номінація, 2019 Tripwire Magazine Award як Найкращий Леттерер
- Номінація, 2018 Broken Frontier Award як Найкращий Леттерер
- Переможець, 2014 Horror News Network Award як Найкращий Леттерер у жанрі горор
- Переможець, 2014 SciFi Pulse Award як Найкращий Леттерер
- Номінація, 2013 Stumptown Award як Найкращий Леттерер
- Переможець, 2012 і 2016 Ghastly Award як Найкращий Леттерер у жанрі горор
- Номінація, 2010 Eagle Award як Найкращий Леттерер
- Переможець, 2010 Rhode Island College Alumni Honor Roll Award за успіх на просторі дизайну